# جان تمپلتون
سر جان مارکس تمپلتون (به انگلیسی: Sir John Marks Templeton) (زاده ۲۹ نوامبر ۱۹۱۲ – درگذشت ۸ ژوئیه ۲۰۰۸)، معامله‌گر سهام، صاحب کسب‌وکار و خیر بریتانیایی متولد آمریکا بود.

## زندگی‌نامه
جان مارکس تمپلتون، یکی از پیشگامان سرمایه‌گذاری و صندوق‌های سرمایه‌گذاری مشترک بود. او در شهر وینچستر، تنسی به دنیا آمده و در دانشگاه ییل به تحصیل مشغول شد. در این دانشگاه، او دستیار مدیر کسب‌وکار مجله فکاهی «ییل رکورد» بوده و برای عضویت در انجمن سری «الیهو» انتخاب شده بود. وی شهریه دانشگاه خود را با بازی پوکر که در آن سرآمد بود، تأمین می‌کرد. تمپلتون در سال ۱۹۳۴ با نمراتی که در بین دانشجویان کلاس، جزو بهترین‌ها بود، فارغ‌التحصیل شد. او با استفاده از بورس تحصیلی رودز وارد دانشگاه آکسفورد شده و در رشته حقوق موفق به اخذ مدرک کارشناسی ارشد شد.
تمپلتون در سال ۱۹۳۷ با «جودیث فولک» ازدواج کرده و صاحب سه فرزند به نام‌های جان جونیور، ان و کریستوفر شدند. جودیث در فوریه ۱۹۵۱ در حادثه تصادف با موتورسیکلت درگذشت. جان پس از آن در سال ۱۹۵۸ با «ایرن رینولدز باتلر» ازدواج کرده که او نیز در سال ۱۹۹۳ در گذشت.
تمپلتون با سرمایه‌گذاری جهانی در صندوق‌های سرمایه‌گذاری مشترک، به یک فرد میلیارد تبدیل شد. او در طی رکود بزرگ دهه ۱۹۳۰، ۱۰۰ سهم از ۱۰۴ شرکت موجود در فهرست سهام بازار بورس نیویورک را خریداری کرده و سپس هر سهم را به ارزش کمتر از یک دلار به فروش رساند. بعدها، زمانی که صنایع آمریکا در اثر عواقب جنگ جهانی دوم با رونق مواجه شدند، ضرر ناشی از آن دوران را جبران کرد.
در سال ۲۰۰۶، مجله ساندی تایمز، او را در جایگاه ۱۲۹ام افراد ثروتمند قرار داد. تمپلتون در معامله سهام، اعتقادی به تحلیل تکنیکال نداشته و به جای آن تحلیل بنیادی را ترجیح می‌داد.
وی با اهدای بیش از یک میلیارد دلار به امور خیریه، یکی از خیرترین افراد تاریخ به شمار می‌رود.